# Siamiencza
Siamiencza (biał. Сяменча; ros. Семенча, Siemiencza) – agromiasteczko na Białorusi, w obwodzie homelskim, w rejonie żytkowickim, w sielsowiecie Czyrwonaje.

## Historia
Osiedle powstało w czasach sowieckich. Od 1991 znajduje się w niepodległej Białorusi.